# Улица Софьи Ковалевской (Санкт-Петербург)
Улица Со́фьи Ковале́вской — улица в Калининском районе Санкт-Петербурга. Проходит от проспекта Науки до Северного проспекта.

## История

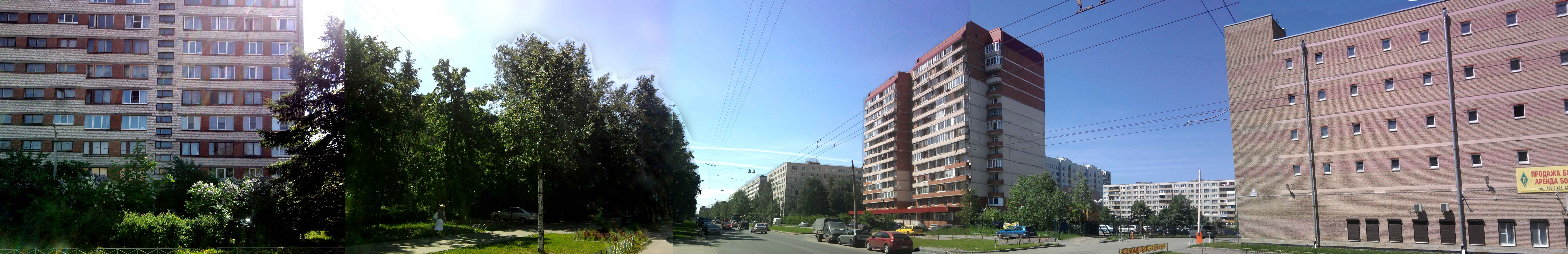
Панорама улицы Софьи Ковалевской (со стороны Северного проспекта)

Улица названа в честь русского математика и механика Софьи Ковалевской 14 июля 1965 года.

## Здания и сооружения
- АТС (дом 12, корпус 2)
- Церковь Тихвинской иконы Божией Матери

## Пересечения
- проспект Науки
- Северный проспект

## Транспорт
Ближайшая к улице Софьи Ковалевской станция метро — «Академическая» 1-й (Кировско-Выборгской) линии. По улице проходят маршруты автобусов № 61, 176 и 294, а также троллейбуса № 38.